# Osieczna

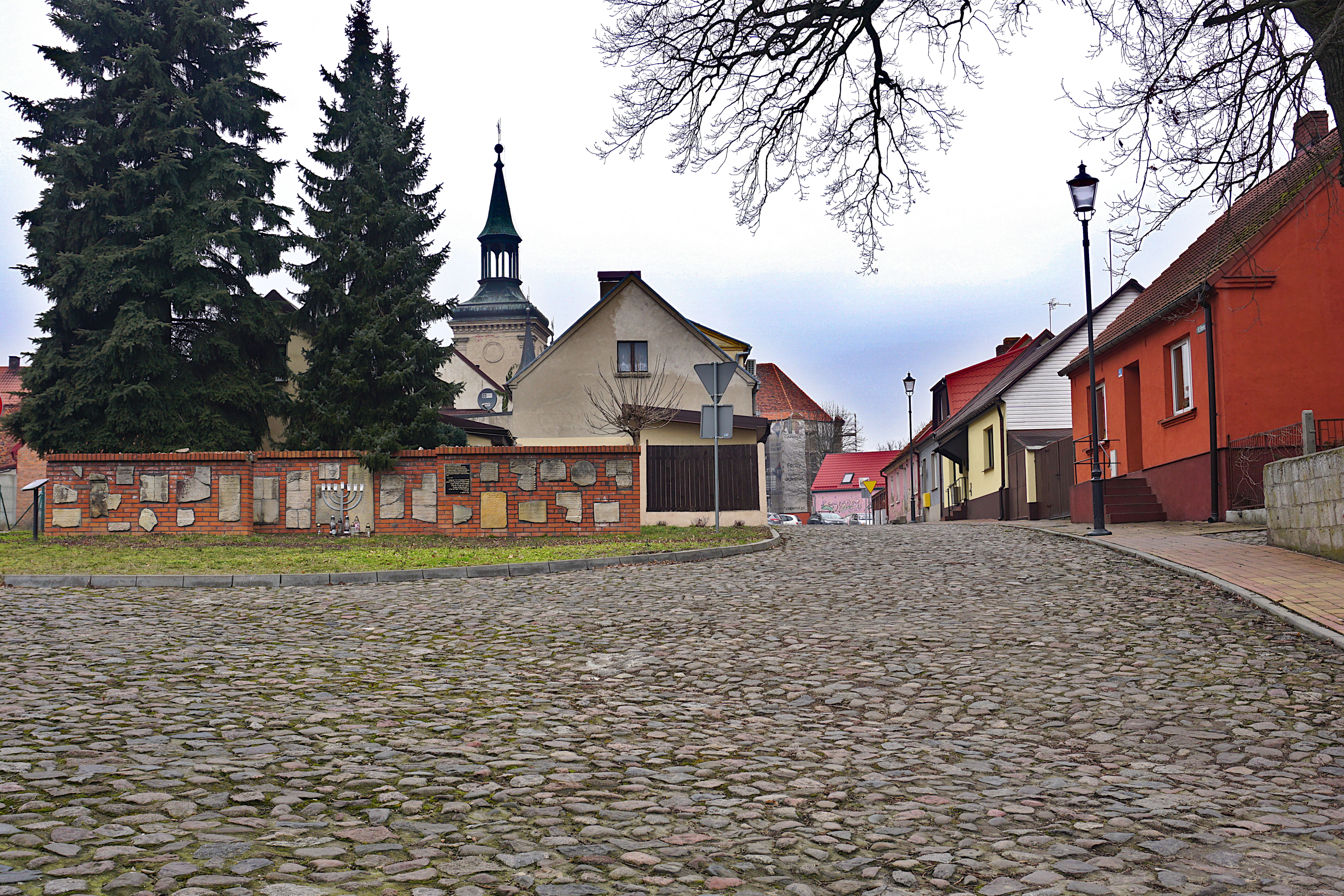
Das Gelände des ehem. jüdischen Friedhofs in Storchnest

Osieczna (deutsch Storchnest) ist eine Stadt im Powiat Leszczyński der Woiwodschaft Großpolen in Polen. Sie ist Sitz der gleichnamigen Stadt-und-Land-Gemeinde mit 9314 Einwohnern (Stand 31. Dezember 2020).

## Geographische Lage
Die Stadt liegt zwischen zwei großen Teichen und Hügeln zehn Kilometer nordöstlich der Stadt Leszno (Lissa) und etwa zwanzig Kilometer südlich der Stadt Kościan (Kosten).

## Geschichte
Die Ortschaft entstand als Ansiedlung unterhalb einer Burg, die einst ein Raubritternest gewesen sein soll und später zu einem unbekannten Zeitpunkt zerschossen wurde.

## Gemeinde
Zur Stadt-und-Land-Gemeinde (gmina miejsko-wiejska) Osieczna gehören die Stadt selbst und 17 Dörfer mit Schulzenämtern.

## Verkehr
Die Stadt Osieczna hatte nie einen Eisenbahnanschluss.

## Personen
- Tassilo von Heydebrand und der Lasa (1818–1899), deutscher Diplomat und Schachspieler. Seine Familie erbte um 1850 das Schloss Storchnest. Tassilo von Heydebrand und der Lasa verbrachte dort seine letzten Lebensmonate.
- Heinrich von Heydebrand und der Lasa (1861–1924), Politiker und Sohn des Diplomaten.